# کارل استکلی
کارل استکلی (چکی: Karel Steklý؛ ۹ اکتبر ۱۹۰۳ – ۵ ژوئیهٔ ۱۹۸۷) کارگردان فیلم، و فیلم‌نامه‌نویس اهل چکسلواکی بود.
از فیلم‌ها یا مجموعه‌های تلویزیونی که وی در آن‌ها نقش داشته‌است، می‌توان به آخرین داوری اشاره نمود.